# Nossidium
Nossidium ist eine Gattung der Käfer aus der Familie der Zwergkäfer (Ptiliidae) innerhalb der Unterfamilie Ptiliinae. Sie kommt in Europa mit zwei Arten vor, nur der Ovale Zwergkäfer (Nossidium pilosellum) ist auch in Mitteleuropa verbreitet.

## Merkmale
Die Käfer haben einen elliptischen, parallelen, dicht und stark punktierten Körper. Dieser ist sehr stark und relativ lang etwas abstehend behaart. Der Halsschild hat keine Punktgrübchen, seine Seiten sind furchenartig gerandet. Seine Basis ist doppelbuchtig. Die Deckflügel bilden eine gemeinsame abgerundete Spitze. 

## Vorkommen und Lebensweise
Die Tiere leben an faulem Holz und an auf Holz lebenden Pilzen.

## Arten (Europa)
- Ovaler Zwergkäfer (Nossidium pilosellum) (Marsham, 1802)
- Nossidium flachi Ganglbauer, 1899